# Katy Wix
Katy Victoria J Wix, född 28 februari 1980, är en walesisk skådespelerska och komiker.

## Biografi
Wix föddes i Pontypridd och växte upp i Peterston-super-Ely, i närheten av Cardiff. Båda hennes föräldrar gick på scenskola och arbetade som skådespelare innan de fortsatte inom konstadministration respektive scenledning. Hon gick på University of Warwick i Coventry fortsatte sedan studera drama på Royal Welsh College of Music and Drama. 
När hon studerade kom hon i kontakt med det kvinnliga komikernätverket Funny Women, där hon lärde känna komikern Anna Crilly, och de framträdde ibland som duo. År 2007 fick hon ett publikt genombrott med rollfiguren Daisy i situationskomedin Not Going Out. Tillsammans med Anna Crilly gjorde hon sketchkomediserien Anna & Katy, och hon har varit med i teveserier som Sherlock, Helt hysteriskt, Stath Lets Flats och The Windsors.
Hon har också varit med som deltagare i panelshower som 8 Out of 10 Cats, och deltog i den nionde säsongen av Bäst i test England, där hon slutade på tredje plats.
Hon debuterade som författare med självbiografiska boken Delicacy: a memoir of cake and death, 2021. Hon hade ett par år tidigare under kort tid förlorat sin bästa vän, sin far och tagit hand om sin döende mor, samtidigt som hon spelade in TV-serien Ghosts. Hon kände att hon höll på att gå in i vägen, och började skriva ner sina känslor för att få ordning på dom. Boken följer hennes uppväxt och liv och behandlar ämnen som ätstörningar, kroppsuppfattning, sorg och kärlek. Varje kapitel är namngivet efter en kaka eller bakelse.